# Сауд ибн Хамуд ибн Убайд Аль Рашид
Сауд ибн Хамуд ибн Убайд Аль Рашид (араб. سعود بن حمود بن عبيد الرشيد‎; 1875 — 14 сентября 1908) — десятый правитель эмирата Джебель-Шаммар правивший с января по сентябрь 1908 года.

## Биография
Сауд родился в 1875 году. Второй сын Хамуда ибн Убайда Аль Рашида и было у него два брата Султан и Фейсал. Вероятно участвовал в саудовско-рашидидской войне.
27 декабря 1906 года вместе со своими братьями убил эмира Митаба. Трон перешел к Султану, который назначил Сауда наследным принцем. В январе 1908 года эмир Султан погрузил казну на верблюдов и попытался бежать в Египет, но был перехвачен Саудом, посажен в тюрьму и вскоре им же задушен. Сауд стал новым эмиром Джебель-Шаммара. Правительство Османской империи рассматривало его как узурпатора, признав обитавшим в Медине эмиром Сауда из старшей ветви Аль-Рашид. Младшего брата Фейсала он назначил губернатором крупного города Джауф.
Сауд пытался восстановить единство шаммарских кланов, однако между ними только обострились отношения. 14 сентября 1908 года Хамуд ас-Сабхан убил эмира Сауда, после чего привез из Медины Сауда, объявившегося новым эмиром. Но из-за малолетнего возраста сауда был его регентом до 1914 года.